# Municipio de Leighton
El municipio de Leighton (en inglés: Leighton Township) es un municipio ubicado en el condado de Allegan en el estado estadounidense de Míchigan. En el año 2010 tenía una población de 4.934 habitantes y una densidad poblacional de 53,63 personas por km².

## Geografía
El municipio de Leighton se encuentra ubicado en las coordenadas 42°43′42.11″N 85°36′49.08″O / 42.7283639, -85.6136333. Según la Oficina del Censo de los Estados Unidos, el municipio tiene una superficie total de 92 km² (35,5 mi²), de la cual 90,3 km² (34,9 mi²) corresponden a tierra firme y 1,7 km² (0,7 mi²) (1.80%) es agua.

## Demografía
En el 2000 la renta per cápita promedia del hogar era de $51.743, y el ingreso promedio para una familia era de $57.067. El ingreso per cápita para la localidad era de $18.736. En 2000 los hombres tenían un ingreso per cápita de $42.477 contra $27.679 para las mujeres. Alrededor del 5.30% de la población estaba bajo el umbral de pobreza nacional.